# Khilón
Khilón a hagyomány szerint Spárta ephorosza volt i. e. 556-ban, Damagetosz fia, a hét bölcs egyike. Megerősítette az ephoroszi hivatalt Spártában. Állítólag vagy kétszáz elégikus költeményt írt. A hagyomány szerint fia karjaiban halt meg az örömtől, aki éppen akkort nyerte meg az olümpiai játékokat.

## Reformjai
Khilón volt annak a szokásnak a bevezetője, hogy az ephoroszok, mint tanácsadók csatlakoznak a királyokhoz, bár Szatürosz szerint ezt Lükurgosz alkotmánya határozta meg így. Az antik hagyomány neki tulajdonítja a spártai szellemnek, amit ma annak ismerünk, megerősítését, de a sokak által nemlétezőnek tartott Lükurgosszal szemben megalkotását is. A régészeti adatok szerint az i. e. 6. század közepéig Spárta kereskedőállam volt, de akkor megszűntek kapcsolatai, nem bírván a versenyt Athénnal, Korinthosszal és másokkal, s valószínűleg ez kényszerítette ki a militarizálódás felé ható társadalmi változásokat.

## Neki tulajdonított mondások
- "Ne mondj rosszat a holtakról."
- "Tiszteld az öregkort."
- "Inkább a büntetés, mint a szégyenteljes nyereség: az első fájdalmas, de csak egyszer, a másik egész életre az."
- "Ne nevesd ki a szerencsétlen embert."
- "Ha erős vagy, légy irgalmas, hogy szomszédaid inkább tiszteljenek, mint féljenek tőled."
- "Tanuld meg saját házadat irányítani."
- "Ne hagyd, hogy a nyelved túlszárnyalja értelmedet."
- "Tartsd kordában dühödet."
- "Ne utasítsd el a jóslatokat."
- "Ne kívánj lehetetlent."
- "Ne siesd el utadat."
- "Engedelmeskedj a törvényeknek."